# Sacciolepis clatrata
Sacciolepis clatrata är en gräsart som beskrevs av Geneviève Mimeur. Sacciolepis clatrata ingår i släktet Sacciolepis och familjen gräs. Inga underarter finns listade i Catalogue of Life.